# ليو يبينغ
'ليو يبينغ (بالصينية المبسطة: 刘莉萍 ; بالصينية التقليدية: 劉莉萍 ; بينيين: Liú Lìpíng). وهي لاعبة كرة يد صينية من مواليد 1 حزيران - يونيو من عام 1958 م. شاركت ليو يو مي مع المنتخب الصيني في مسابقة كرة اليد ضمن دورة الألعاب الأولمبية الصيفية في سنة 1984 وألتي أقيمت في مدينة لوس أنجلس سنة 1984 م وحصلت مع منتخب بلادها على الميدالية البرونزية في كرة اليد في تلك الدورة .